# Teoria computazionale della mente
In filosofia della mente, la teoria computazionale della mente (computational theory of mind, CTM), nota anche come computazionalismo, è una famiglia di teorie che sostengono che la mente umana sia un sistema di elaborazione delle informazioni e che la cognizione e la coscienza siano forme di computazione, di calcolo, in analogia con le operazioni svolte dai computer. È strettamente correlato al funzionalismo, una teoria più ampia che definisce gli stati mentali in base a ciò che fanno, cioè alle loro funzioni, piuttosto che in base a ciò di cui sono fatti, ovvero alla loro base neurologica.
Warren McCulloch e Walter Pitts (1943) sono stati i primi a suggerire che l'attività neurale sia computazionale. La teoria è stata poi proposta nella sua forma compiuta da Hilary Putnam nel 1960 e nel 1961, e poi sviluppata da un suo studente di dottorato, il filosofo e scienziato cognitivo Jerry Fodor, negli anni '60, '70 e '80. Successivamente, negli anni Novanta, questa teoria è stata criticata dallo stesso Putnam, oltre che da John Searle e da altri.
La teoria computazionale della mente sostiene che la mente sia un sistema computazionale realizzato (cioè implementato fisicamente) dall'attività neurale nel cervello. La computazione è comunemente intesa in termini di macchine di Turing che manipolano i simboli secondo delle regole, tenendo conto dello stato interno della macchina. La forza di un tale modello computazionale è che permette di astrarre dai dettagli fisici della macchina (il cervello o, potenzialmente, un'intelligenza artificiale) che sta implementando il calcolo.  Questa teoria non sostiene quindi che la mente sia semplicemente analoga ad un programma per computer, ma che essa sia letteralmente un sistema computazionale proprio come il computer, con la stessa struttura basata sulla distinzione tra hardware e software.
È opinione comune che le teorie computazionali della mente richiedano una rappresentazione mentale, perché l'input in un calcolo avviene sotto forma di simboli o rappresentazioni di altri oggetti. Un computer non può infatti elaborare un oggetto reale, ma deve partire da una rappresentazione dell'oggetto e poi elaborarla. La teoria computazionale della mente è quindi di solito una teoria rappresentazionale della mente, in quanto richiede che gli stati mentali siano rappresentazioni.
La forza di questo approccio è quella di rendere conto della sistematicità e della produttività delle attività mentali, che tengono insieme le varie rappresentazioni, elaborandole, e ne creano di nuove combinandole.
Una teoria analoga alla teoria computazionale della mente è la teoria computazionale della cognizione (CTC), che afferma che forme neurali di computazione spieghino la cognizione, ma non la totalità delle attività mentali. Ne resterebbe esclusa la coscienza fenomenica (i qualia).